# خروس جنگی

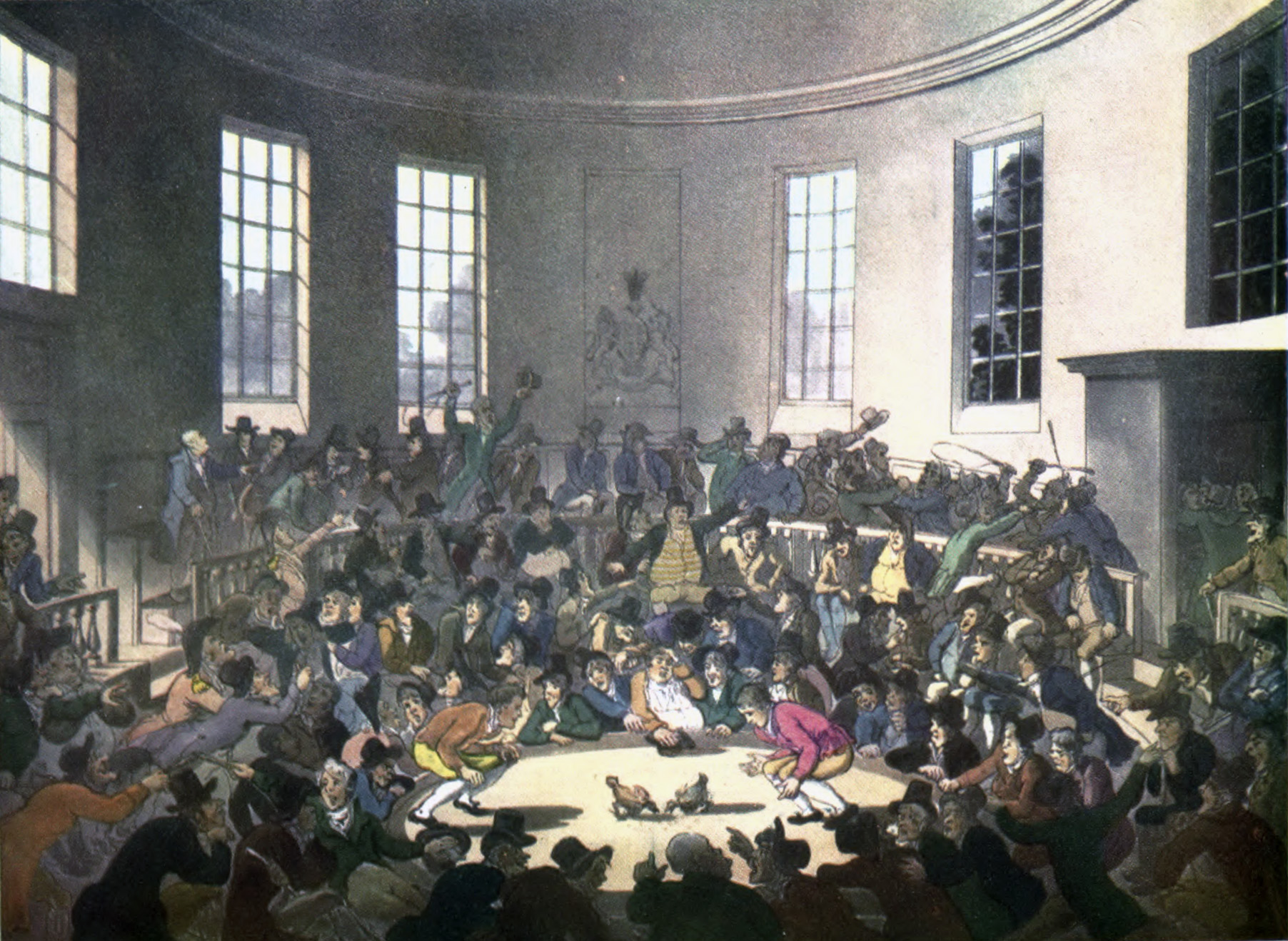
جنگ خروس‌ها در لندن، ۱۸۰۸

خروس جنگی خروسی است که در جنگ خروس‌ها به کار گرفته می‌شود. این نوع خروس به‌طور خاص پرورش داده می‌شود تا قدرت کافی بیابد و با دیگر خروس‌ها بجنگد.
جنگ خروس‌ها از جمله قدیمی‌ترین بازی‌ها شمرده می‌شود.

## در فرهنگ مردمی

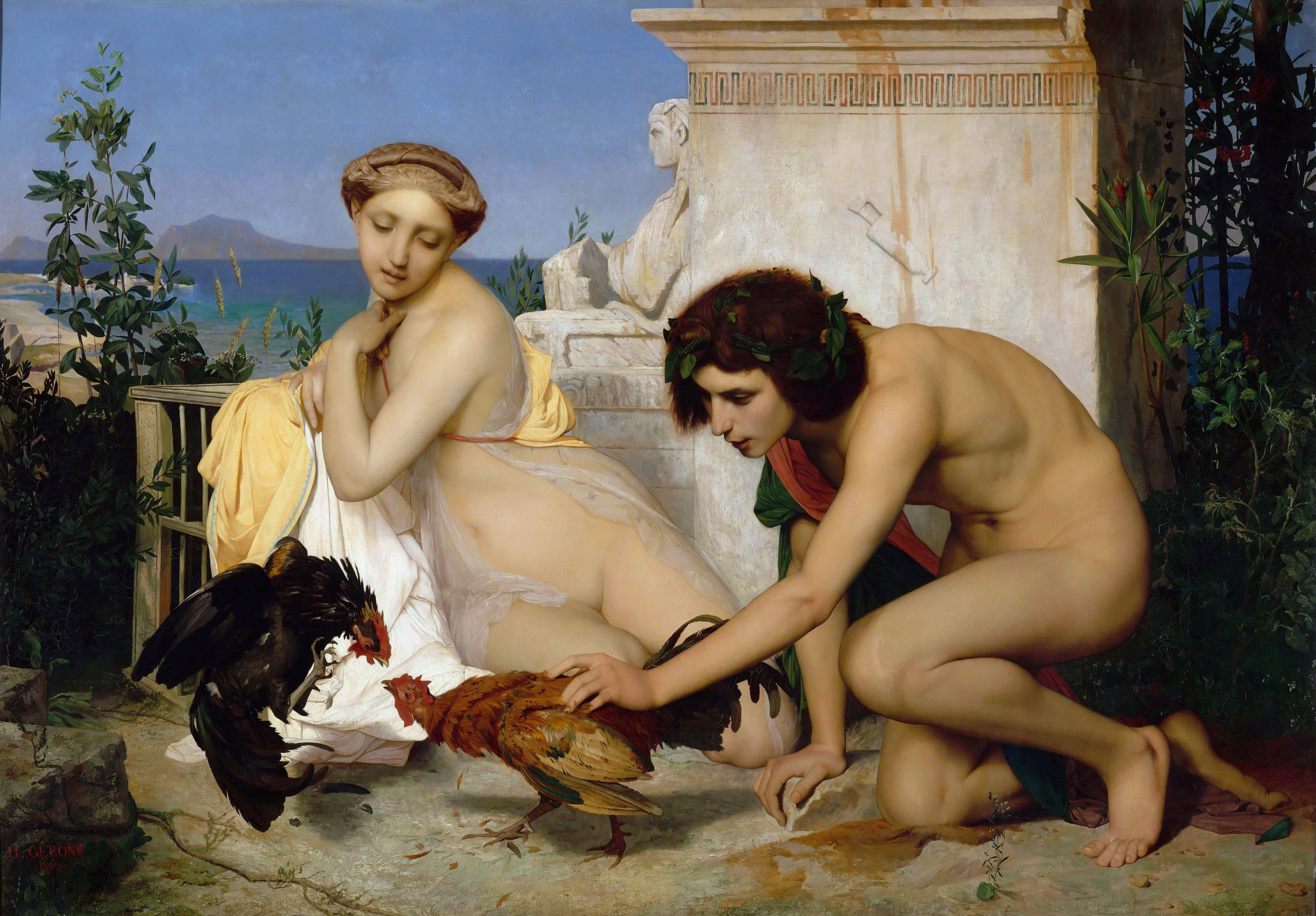
جوانان یونانی در حال تماشای جنگی بین خروس‌ها، ژان لئون ژروم، ۱۸۴۹

جنگ خروس‌ها در ترانه‌هایی از کینگز آو لئون و باب دیلن به کار رفته‌است.